# Manuel Lopes
Manuel António de Sousa Lopes (Mindelo, 23 de desembre de 1907 — Lisboa, 25 de gener de 2005) va ser un novel·lista, poeta i assagista, un dels fundadors de la moderna literatura capverdiana i que, amb Baltasar Lopes da Silva i Jorge Barbosa, fou responsable de la creació de la revista Claridade.

## Biografia
Manuel Lopes escrivia els seus textos en portuguès, encara que utilitzava en les seves obres expressions en crioll capverdià. Va ser un dels responsables per donar a conèixer al món les calamitats, les sequeres i les morts a São Vicente i, sobretot, en Santo Antão.
Va emigrar quant encara era jove i en 1919 es va establir a Coimbra (Portugal), on va fer els estudis mitjans. Quatre anys després, va tornar a Cap Verd com a treballador d'una companyia anglesa. El 1936 va fundar amb Baltasar Lopes la revista Claridade, de la que en sortirien nou números. Als anys 40 va col·laborar amb la revista Atlântico, difusora de la cultura lusòfona de Portugal, Brasil i les excolònies africanes.

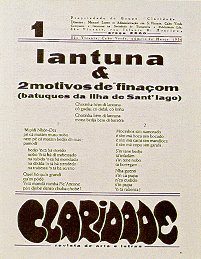
Primer número de la revista Claridade (1936).

En 1944 va ser transferit a l'illa de Faial (Açores) on va viure fins que en 1959 es va establir a Lisboa, on hi va viure fins a la seva mort. Un poema seu, Naufrágio, es troba al CD Poesia de Cabo Verde e sete poemas de Sebastião da Gama, d'Afonso Dias.
Va rebre dues condecoracions de Portugal: Comanador de l'Ordre del Mèrit (1997) i Comanador de l'Orde de l'Infant D. Henrique (2000).

## Obres

### Ficció
- Chuva Braba, 1956 1957
- O Galo Que Cantou na Baía (e outros contos cabo–verdianos), 1959
- Os Flagelados do Vento Leste, 1959

### Poesia
- Horas Vagas, 1934
- Poema de Quem Ficou, 1949
- Folha Caída, 1960
- Crioulo e Outros Poemas, 1964
- Falucho Ancorado, 1997

### Prosa
- Monografia Descritiva Regional, 1932
- Paul, 1932
- Temas Cabo-verdianos, 1950
- Os Meios Pequenos e a Cultura, 1951
- Reflexões Sobre a Literatura Cabo-Verdiana, 1959
- As Personagens de Ficção e Seus Modelos, 1973